# (33025) 1997 PV5
1997 PV5 (asteroide 33025) é um asteroide da cintura principal. Possui uma excentricidade de 0.03155810 e uma inclinação de 3.71679º.
Este asteroide foi descoberto no dia 3 de agosto de 1997 por Beijing Schmidt CCD Asteroid Program em Xinglong.